# Victoria, Gozo
Victoria (malteško Il-Belt Victoria pomeni 'mesto Victoria') je mesto, znano med avtohtonimi Maltežani kot Rabat (ki je ime starega mestnega jedra) ali pod imenom Città Victoria, glavno mesto otoka Gozo, drugega največjega otoka Malte. Mesto ima skupaj 6901 prebivalcev (marec 2014)  in je po prebivalstvu največje mesto na otoku.
Območje okoli mesta, ki leži na hribu skoraj v središču otoka, je bilo naseljeno od neolitskih časov naprej. Ime Victoria je mestu dala britanska vlada ob zlatem jubileju kraljice Viktorije na zahtevo malteškega škofa, monsinjorja Pietra Paceja 10. junija 1887. Mnogi prebivalci Goza, predvsem starejši, ga še vedno pogosto imenujejo Rabat. Znan je kot Rabat, Gozo, da se razlikuje od mesta Rabat na otoku Malta.

## Citadela
V osrčju Victorie je trdnjava, citadela, prej znana kot Castello, ki je bila središče dejavnosti otoka od morebiti neolitskih časov, vendar je znano, da je bila najprej utrjena med bronasto dobo okoli 1500 pr. n. št. Kasneje so jo razvili Feničani in je v rimskem obdobju postala akropola.
Severna stran citadele sega v obdobje aragonske prevlade. Južni bok, ki gleda na Victorio, je bil ponovno zgrajen, ko so vladali vitezi svetega Janeza, in sicer med letoma 1599 in 1603, potem ko so Osmani leta 1551 napadli mesto. Vitezi so nad mestom dvignili veliko obrambno kamnito obzidje za zaščito vaških skupnosti pred gusarji, ki so jih poskušali odpeljati kot sužnje, in pred grožnjo vdora muslimanskih sil v boju proti krščanstvu.
Znotraj obzidja je lepa baročna stolnica iz 17. stoletja, ki jo je zasnoval Lorenzo Gafà, malteški arhitekt, ki je zgradil tudi stolnico v Mdini. Rečeno je, da stoji tam, kjer je nekoč stal romanski tempelj, posvečen Junoni. Najbolj znana je po izjemnem iluzionističnem slikarstvu na stropu, ki prikazuje notranjost kupole, ki pa ni bila nikoli zgrajena.

## Prazniki
V Victorii praznujejo pet praznikov, dva glavna sta praznik svetega Jurija in Marijinega vnebovzetja. 15. avgust je posvečen Mariji in stolnici, ki je v središču trdnjave in prevladuje nad celotnim otokom. Drugi je posvečen svetemu Juriju, patronu otoka Gozo, ki se praznuje tretjo nedeljo v juliju v baziliki svetega Jurija v osrčju Victorie.
Brezmadežno spočetje vsako leto praznujejo v cerkvi svetega Frančiška 8. decembra. Praznik Matere milosti božje se praznuje kot zadnji praznik v cerkvi frančiškanskih kapucinskih bratov. Praznik svetega Janeza Boska se praznuje v don Boskovem oratoriju.

## Župnija svetega Jurija
Bazilika svetega Jurija, ki pokriva celotno Victorio, skrbi za malo več kot polovico prebivalstva mesta, saj je osebna župnija (v nasprotju z drugimi teritorialnimi župnijami) v Victorii. Župna cerkev, posvečena svetemu Juriju, ima status bazilike. Ta cerkev je bila zgrajena leta 1670 in je bila zelo poškodovana v potresu leta 1693. Nova fasada je bila zgrajena leta 1818. Kupolo in stranski ladji so zgradili nedavno (1930 in 1940). V tej cerkvi je nekaj umetniških del, med katerimi so poslikave kupole in stropa  Giana Battiste Contija iz Rima in druge slike in skulpture Mattie Pretija, Giuseppa d'Arene, Stefana Erardija, Alessia Erardija, Francesca V. Zahre, Giuseppa Calìja, sodobnikov Alfreda Camillerija Cauchija in Johna L. Grime.

Kip svetega Jurija je iz leta 1838. Iz masivnega lesa ga je izdelal Pietro Paolo Azzopardi in je prvi naslovni kip na otoku. Območje, na katerem je zgrajena cerkev, je velikega arheološkega pomena, saj so na njem dokazi o dejavnostih, ki segajo vsaj v rimsko obdobje.
Občina praznuje dva praznika med letom: 23. aprila praznujejo smrt mučenca, tretjo nedeljo v juliju pa se odvijajo slovesnosti v čast patrona Goza.
Februarja 2013 je bazilika odprla vrata novemu sodobnemu muzeju, ki je edinstven v državi. To je prva stavba, zgrajena za muzej. Muzej in kulturni center, imenovan Srce Goza: Il-Hagar, prikazuje bogato zbirko zgodovinskih in umetniških artefaktov, ki so bili prej nedostopni širši javnosti. Muzej je na levi strani bazilike.

## Znamenitosti
- znotraj citadele
  - stolnica Marijinega vnebovzetja
  - Arheološki muzej Gozo
  - Gran Castello, zgodovinska hiša (folklorni muzej)
  - Naravoslovni muzej
  - Star zapor
- bazilika svetega Jurija (trg svetega Jurija)
- Muzej Il-Hagar
- vojaški spomenik (Trg neodvisnosti /Independence Square/)
- Banca Giuratale (Trg neodvisnosti), mestna hiša
- cerkev svetega Frančiška (Trg svetega Frančiška)
- vojaško zatočišče pod trdnjavo
- vojaško zatočišče pod Ozko ulico (Triq id-Dejqa) (Narrow Street)
- vojaško zatočišče pod Trgom svetega Avguština

### Vrtovi Rundlove vile
Ti vrtovi so med ulico Republike in glavnim parkiriščem v Victorii. V njih je bronasto poprsje zgodovinarja in slovničarja iz 18. stoletja z Goza Giovannija  Pietra Francesca Agija de Soldanisa in francoskega pesnika in pisatelja, rojenega na otoku Gozo, Laurenta Ropa. Tu je tudi spomenik, ki spominja na vdor Osmanov na Gozo leta 1551.

### Cerkve v Victorii
- stolnica svete Marije
- bazilika svetega Jurija
- samostanska cerkev svetega Frančiška (frančiškani)
- velika cerkev svetega Jurija
- cerkev Marijinega rojstva (Savina)
- cerkev svetega Avguština (avguštinci)
- in druge